# Presidente da Presidência da Iugoslávia
O cargo de Presidente da Presidência da República Socialista Federativa da Iugoslávia (em servo-croata: Predsjednik Predsjedništva SFRJ / Председник Председништва СФРЈ, em macedônio/macedónio:  Претседател на Претседателството СФРЈ, em esloveno:  Predsednik Predsedstva SFRJ) existiu desde a morte do Presidente da República Josip Broz Tito em 4 de maio de 1980 até a dissolução do país em 1992.
Uma presidência coletiva existiu na Iugoslávia desde as alterações à Constituição de 1963, em 1971.  Em 1974, foi adotada uma nova Constituição que reafirmou a presidência federal coletiva, composta por representantes das seis repúblicas, das duas províncias autônomas da Sérvia e (até 1988) do Presidente da Liga dos Comunistas. A Constituição de 1974 definiu o cargo de Presidente da Presidência, mas só entrou em vigor com a extinção do cargo de Presidente da República.  Um artigo separado confirmou a Josip Broz Tito um mandato ilimitado, o que garantiu que o novo Presidente da Presidência não entraria em vigor até depois de sua morte.  Simultaneamente, o cargo de Vice-Presidente da Presidência estava em vigor desde 1971, em uma base rotativa anual entre representantes republicanos e provinciais. Quando Tito morreu em 4 de maio de 1980, o então vice-presidente da Presidência, Lazar Koliševski, assumiu o cargo de presidente da Presidência. Depois disso, o papel do Presidente da Presidência seria rotativo anualmente, com cada Presidente atuando como Vice-Presidente no ano anterior. 

## Lista
- Partido Comunista / Liga dos Comunistas
- Democracia Liberal da Eslovênia
- Partido Socialista da Sérvia
- União Democrática Croata
- Partido Democrático dos Socialistas de Montenegro
- Denota um chefe de estado interino

| N° | Retrato | Nome (Nascimento-Morte)               | Representando        | Mandato               | Mandato               | Mandato        | Partido | Nota                                                                             |
| N° | Retrato | Nome (Nascimento-Morte)               | Representando        | Posse                 | Fim                   | Tempo no cargo | Partido | Nota                                                                             |
| -- | ------- | ------------------------------------- | -------------------- | --------------------- | --------------------- | -------------- | ------- | -------------------------------------------------------------------------------- |
| 1  |         | Lazar Koliševski (1914–2000)          | Macedônia            | 4 de maio de 1980     | 15 de maio de 1980    | 11 dias        | SKJ     |                                                                                  |
| 2  |         | Cvijetin Mijatović (1913–1993)        | Bósnia e Herzegovina | 15 de maio de 1980    | 15 de maio de 1981    | 1 ano          | SKJ     |                                                                                  |
| 3  |         | Sergej Kraigher (1914–2001)           | Eslovênia            | 15 de maio de 1981    | 15 de maio de 1982    | 1 ano          | SKJ     |                                                                                  |
| 4  |         | Petar Stambolić (1912–2007)           | Sérvia               | 15 de maio de 1982    | 15 de maio de 1983    | 1 ano          | SKJ     |                                                                                  |
| 5  |         | Mika Špiljak (1916–2007)              | Croácia              | 15 de maio de 1983    | 15 de maio de 1984    | 1 ano          | SKJ     |                                                                                  |
| 6  |         | Veselin Đuranović (1925–1997)         | Montenegro           | 15 de maio de 1984    | 15 de maio de 1985    | 1 ano          | SKJ     |                                                                                  |
| 7  |         | Radovan Vlajković (1924–2001)         | Voivodina            | 15 de maio de 1985    | 15 de maio de 1986    | 1 ano          | SKJ     |                                                                                  |
| 8  |         | Sinan Hasani (1922–2010)              | Kosovo               | 15 de maio de 1986    | 15 de maio de 1987    | 1 ano          | SKJ     |                                                                                  |
| 9  |         | Lazar Mojsov (1920–2011)              | Macedônia            | 15 de maio de 1987    | 15 de maio de 1988    | 1 ano          | SKJ     |                                                                                  |
| 10 |         | Raif Dizdarević (1926–                | Bósnia e Herzegovina | 15 de maio de 1988    | 15 de maio de 1989    | 1 ano          | SKJ     |                                                                                  |
| 11 |         | Janez Drnovšek (1950–2008)            | Eslovênia            | 15 de maio de 1989    | 15 de maio de 1990    | 1 ano          | SKJ LDS | Ingressou na Democracia Liberal da Eslovênia em fevereiro de 1990.               |
| 12 |         | Borisav Jović (1928–2021)             | Sérvia               | 15 de maio de 1990    | 15 de maio de 1991    | 1 ano          | SPS     | SKJ dissolvido em fevereiro de 1990. Na Sérvia, o partido foi sucedido pelo SPS. |
| –  |         | Sejdo Bajramović (1927–1993) Interino | Kosovo               | 16 de maio de 1991    | 30 de junho de 1991   | 45 dias        | SPS     | Presidente interino.                                                             |
| 13 |         | Stjepan Mesić (1934–)                 | Croácia              | 30 de junho de 1991   | 5 de dezembro de 1991 | 158 dias       | HDZ     | Último presidente da Iugoslávia.                                                 |
| –  |         | Branko Kostić (1939–2020) Interino    | Montenegro           | 5 de dezembro de 1991 | 15 de junho de 1992   | 193 dias       | DPS     | Presidente interino. Colocado no cargo pela Sérvia e por Montenegro.             |